# Charles Fort
Charles Hoy Fort (Albany, 6 agosto 1874 – New York, 3 maggio 1932) è stato uno scrittore e ricercatore statunitense del paranormale.
Fort è conosciuto per i suoi libri, la cui caratteristica principale è uno stile raffinato, sarcastico e beffardo, in grado di mescolare passione e poesia e i suoi scritti erano pieni di citazioni cariche di umorismo; Fort amava descrivere eventi strani ed inesplicabili tratti di solito da riviste scientifiche e quotidiani dell'epoca. I suoi libri hanno avuto successo e sono costantemente in ristampa.

## Biografia
Charles Hoy Fort nasce ad Albany da genitori tedeschi. Suo padre è un droghiere autoritario e violento. Si può ritenere che la mancanza di fiducia nel concetto di autorità da parte di Fort sia dovuto al duro trattamento che gli venne riservato dal padre. In ogni caso sviluppò, durante la sua giovinezza, un forte senso di indipendenza.
Quando era ancora piuttosto giovane Fort si considerava un naturalista, forte di una collezione di conchiglie marine, minerali e uccelli. Curioso e intelligente, il giovane Fort non eccelleva a scuola, nonostante possedesse una spiccata arguzia, abbinata ad una grande conoscenza del mondo.
Così all'età di 18 anni, Fort lasciò New York per un viaggio attorno al mondo "per fare esperienza". Viaggiò attraverso gli Stati Uniti occidentali, la Scozia, e la Gran Bretagna, fino ad arrivare in Sudafrica dove si ammalò. Ritornato a casa venne curato dalla futura moglie Anna Filing, una ragazza che aveva conosciuto durante l'infanzia. Il successo come scrittore di racconti fu intermittente tra periodi di grande povertà e di depressione.
Fort scrisse dieci romanzi, ma uno solo, Il fabbricante di vagabondi (The outcast manufacturers) del 1906 venne pubblicato. Ebbe un giudizio positivo dalla critica, ma fu un insuccesso commerciale.
Nel 1915 Fort iniziò a scrivere due libri, intitolati X e Y ; nel primo si affermava l'idea che esseri presenti su Marte erano in grado di condizionare gli eventi sulla Terra, mentre nel secondo si postulava la presenza di una civiltà malvagia esistente al Polo Sud. Questi libri catturarono l'attenzione dello scrittore Theodore Dreiser, che tentò di pubblicarli ma senza successo. Scoraggiato dal suo fallimento, Fort bruciò il manoscritto, ma presto si rimise al lavoro per scrivere il libro che avrebbe cambiato il corso della sua vita, Il libro dei dannati. Il titolo si riferiva a "informazioni maledette", che Fort collezionava, fenomeni dei quali la scienza non si occupava o che erano semplicemente ignorati o rifiutati.

## Fort e l'inspiegabile
La relazione di Fort con lo studio di fenomeni anomali è frequentemente fraintesa e travisata. Per più di 30 anni Charles Fort fu un assiduo frequentatore di biblioteche di New York e di Londra. Fu un assiduo lettore di riviste scientifiche, quotidiani, periodici, collezionando annotazioni su fenomeni che non erano accettati dalle teorie scientifiche del suo tempo.
Tra questi fenomeni possiamo annoverare quelli riferiti all'occulto, ai fenomeni paranormali e supernaturali, per esempio teletrasporto – un termine creato molto probabilmente da lui stesso – poltergeist, piogge di rane o di pesci, di materiali inorganici su di un'area sorprendentemente vasta, cerchi nel grano, rumori ed esplosioni inspiegabili, autocombustione, levitazione, misteriose apparizioni e sparizioni, ruote giganti di luce apparse sull'oceano e animali ritrovati al di fuori del loro normale habitat.

## Gli scritti
Fort documentò numerosi rapporti di oggetti anacronistici (oggi chiamati anche OOPART, o reperti "fuori dal tempo"), reperti archeologici o paleontologici di difficile collocazione storica che l'ambiente accademico tende a far rientrare all'interno delle teorie accettate, relegando le altre interpretazioni nella categoria della pseudoscienza. Molti di questi fenomeni sono ormai, nell'insieme, convenientemente citati come fenomeni forteans, mentre altri hanno sviluppato la propria scuola di pensiero, per esempio gli UFO nell'ufologia, o rapporti non confermati di animali classificati nella criptozoologia.
Per tutta la vita Fort raccolse decine di migliaia di annotazioni: si dice che ne abbia compilate almeno 40000, ma probabilmente sono molte di più. Queste venivano addirittura raccolte su scatole da scarpe. Vi sono anche annotazioni prese su piccoli quadratini di carta, scritti con una stenografia inventata dallo stesso Fort. Alcune di queste annotazioni sopravvivono oggi in una collezione dell'Università della Pennsylvania. Frequentemente depresso e scoraggiato, Fort distruggeva i suoi lavori, ma era sempre in grado di riprendersi. Alcune note vennero gradualmente pubblicate dalla Fortean Society fino alla sua dissoluzione.
Grazie alle sue ricerche Fort scrisse sette libri, di cui solo quattro sopravvivono: Il libro dei dannati (1919), Nuove terre (1923), Lo! (1931) e Talenti selvaggi (1932); uno dei libri fu scritto tra Nuove Terre e Lo!, ma fu abbandonato e assorbito in quest'ultimo.
Comprendere i libri di Charles Fort richiede tempo e sforzo: il suo stile è complesso, violento e poetico, satirico e perspicace, profondo e occasionalmente sconcertante. Molte idee venivano abbandonate e poi riprese nel corso di alcune pagine; offriva dati ed esempi, sui quali effettuava diversi confronti, con conclusioni che dopo poche pagine abbandonava. Fort era profondamente non ortodosso e criticava gli esami accurati della scienza ortodossa che, secondo lui, falliva in continuazione. Forte dei suoi attacchi, Fort dimostrava il ridicolo delle spiegazioni convenzionali intercalando le sue teorie.
Fort suggeriva che vi fosse per esempio un super Mar dei Sargassi nel quale tutto scompariva, giustificando tale sua teoria notando che i dati collimavano con le spiegazioni convenzionali. Il modo con il quale Fort credeva alle sue teorie, o a qualsiasi altra, ci viene dato da una sua risposta: "Io non credo a nulla di ciò che ho scritto". (In altre parole, i fatti sono indeterminati: per ogni serie di fatti, vi possono essere più teorie che li spiegano adeguatamente; al giorno d'oggi questo approccio è spesso accettato, ma ai tempi di Fort era estremamente controverso).
In base a tali esempi, alcuni scettici e critici hanno frequentemente considerato il Fort come un credulone ingenuo, accusa che i suoi ammiratori hanno sempre smentito con forza.

## La sua concezione del metodo scientifico
Più volte nei suoi scritti, Fort si concentrava su pochi e fondamentali punti di vista che sono frequentemente dimenticati nelle discussioni nella definizione di scienza: i limiti tra scienza e pseudoscienza sono fuzzy (ossia sfumati), e tali limiti cambiano con il tempo, laddove vi è una forte influenza sociologica su ciò che è considerato 'accettabile' o 'dannato'.
Analogamente, lo scrittore John Michell osserva che "Fort, con grande ironia fa notare che lo stesso esperimento che produce due risultati differenti, gratifica in egual misura entrambi gli sperimentatori". Fort nota che se gli esperimenti controllati - un pilastro del metodo scientifico - possono produrre una vasta varietà di risultati in relazione a chi li fa, il metodo scientifico stesso potrebbe essere messo in dubbio, o almeno introdurre dei notevoli gradi di incertezza.
Fort inoltre fa notare che se i fatti sono obiettivi, come gli stessi fatti sono interpretati dipende da chi li sta interpretando e in quale contesto. Vi sono per esempio punti di vista che non sono stati accettati fino all'inizio del XXI secolo.
Vi sono molti fenomeni nei lavori del Fort che solo ora sono stati parzialmente o interamente "recuperati" dalla comunità scientifica, ma molte sue idee sono considerate al limite della scienza, o al di là, nel campo del paranormale o dello stravagante. Fort ha sempre rifiutato di abbandonare tale territorio posto tra scienza e assurdo. Tra i più importanti contributi del Fort vi è il concetto e la parola di "teletrasporto", per definire eventi, da lui documentati, di strane apparizioni e sparizioni. Forse fu anche la prima persona che per spiegare tali strani fenomeni di teletrasporto ipotizzò rapimenti alieni, e fu uno dei primi a proporre l'ipotesi extraterrestre.
Molti considerano strano che Fort, un uomo così scettico, e così disposto a criticare il metodo scientifico, fosse così desideroso di raccogliere storie strane come - per esempio di piogge di rane, o di pesci, dal cielo; Fort in relazione a tali critiche faceva osservare che: "Io offro i dati. Voi fate come vi pare", e che le teorie e le conclusioni che Fort presentava, spesso provenivano dalla stessa sorgente di quelle che Fort chiamava "la scienza ortodossa e convenzionale".
I lavori del Fort hanno – su poche pagine – riportato di strani eventi che originariamente erano pubblicati su rispettabili riviste scientifiche o quotidiani come lo Scientific American, The Times, Nature e Science.
Più volte il Fort faceva notare, mentre alcuni fenomeni in relazione a quella o altre sorgenti venivano tutti conservati gelosamente dalla scienza, molto spesso, rapporti di fenomeni insoliti e inspiegabili venivano completamente ignorati, glissati, o erano bellamente nascosti sotto il tappeto. E nonostante Fort ripetutamente affermasse che tali eventi venivano nascosti, egli ripetutamente scriveva: "parole al vento".

## In anticipo sul suo tempo
A Fort non importava se i suoi dati e teorie fossero accurate: il suo punto di vista era quello di ipotesi alternative, una realtà che poteva anche coincidere con le stesse ipotesi della scienza ortodossa, ma che tali erano solo una parte delle possibili spiegazioni, non necessariamente più giustificabili di altre. Tuttavia bisogna dire che era un ricercatore in anticipo nel suo tempo. Nel Libro dei dannati mostra l'influenza dei valori della società e che ciò che dovrebbe essere considerato un "paradigma" sul quale gli scienziati considerano essere "vero". Questo anticipa i lavori di Thomas Kuhn. Nello stesso modo l'approccio alla scienza del "tutto fa brodo" di Paul Feyerabend è simile a quello del Fort.
A Fort dobbiamo il grande contributo di aver riso della scienza. Tuttavia molti dei fenomeni che la scienza rifiutava al suo tempo sono stati successivamente dimostrati come fenomeni oggettivi. Comunque il Fort non si faceva condizionare e continuava a conservare tutte le informazioni che aveva raccolto nel corso degli anni nonostante le numerose critiche che riceveva dai suoi contemporanei. Fort fu anche un umorista e parodista quanto scienziato. Pensava che troppo spesso gli scienziati si prendevano troppo sul serio ed erano troppo inclini all'arroganza e al dogmatismo. Fort utilizzava l'umorismo per i propri fini, e considerava la mancanza di questo come un punto debole della scienza e degli scienziati.
Venne anche considerato il padre della moderna scienza sul paranormale, non solo per il suo interesse ai fenomeni strani, ma anche per la sua "moderna" attitudine verso la religione, verso lo spiritualismo del XIX secolo, e la concezione del dogma scientifico.

## Le pubblicazioni e i libri
La collezione di lavori del Fort sono pubblicati da Dover Book e ogni testo è disponibile in edizione recente.
Il lavoro di Fort di compilazione e di commento a fenomeni anomali ripresi da riviste scientifiche e quotidiani è stato ripreso e apprezzato da William R. Corliss, i cui libri autopubblicati (Sourcebook Project) raccolgono una collezione di note del Fort unita ad una spiccato senso dello humor, alternato a momenti di severità, e larghezze di vedute. Le note del Corliss rivaleggiano con quelle del Fort, pur essendo significativamente meno criptate e abbreviate.

## I seguaci di Fort
I lavori di Fort hanno ispirato altre persone a considerarsi suoi seguaci e a farsi chiamare Forteans. Il primo di questi è lo sceneggiatore Ben Hecht, che in una recensione del Libro dei Dannati dichiara: "Mi considero il primo discepolo di Charles Fort ... d'ora in avanti consideratemi un Fortean".
In realtà ciò che si può considerare Fortean è materia di discussione; il termine si applica ad una grande varietà di posizioni: dai Forteans puristi che si dedicano al metodo e agli interessi del Fort, a coloro che si aprono e sono attivi nell'accettare l'attualità dei fenomeni paranormali e a posizioni che con il Fort non dovrebbero avere nulla a che fare.
In generale, i Forteans si considerano coloro che possiedono un grande interesse per i fenomeni inspiegabili in un campo dello scibile molto vasto, più precisamente per quello che riguarda il mondo naturale, e avere sviluppato uno "scetticismo agnostico" riguardo ai fenomeni anomali di cui si discute. Per Hecht, per esempio, essere Fortean significava santificare la distruzione del concetto di autorità in tutte le sue forme, sia religiose, che scientifiche, politiche, filosofiche o di qualsiasi altro genere. Naturalmente includeva l'attuale credenza della materia magica definita nei lavori del Fort.
La Fortean Society fu fondata dal Fort e dai suoi amici, e venne condotta, in modo semi serio, dallo scrittore Tiffany Thayer, esattamente come la filosofia ispiratrice di Fort stesso. Tuttavia Fort disconobbe la società rifiutandone la presidenza; per attirarlo al meeting inaugurale fu persino adescato da falsi telegrammi. Essendo una personalità non autoritaria, Fort rifiutò di definire se stesso come autorità, e si oppose ulteriormente a porre le fondamenta a ciò che avrebbe dovuto essere un polo di aggregazione per un gruppo di spiritualisti, zeloti, e oppositori della scienza; ossia di coloro che credevano nei fenomeni che avevano scelto, era esattamente il contrario del Forteanism. 
È ironico, poi, che dopo tale considerazioni fatte dallo stesso Fort si siano costituiti diversi gruppi fortean e la creazione di una rivista, Fortean Times, la cui prima pubblicazione risale al novembre 1973, una autorevole consacrazione del giornalismo Fortiano, che combina humour, scetticismo e ricerca seria in soggetti ed argomenti che la comunità scientifica e le autorità spesso disprezzano. Vi è anche una International Fortean Society Organization (INFO), ed altre società Fortean, con sede a Edimburgo e all'Isola di Wight.
In Italia è presente la Società Fortiana Italiana.
La rivista britannica Fortean Times, pur ispirandosi nel nome a Charles Fort, non ha alcun collegamento con la Fortean Society.

## Nella cultura popolare
Come improbabile supereroe, Fort è stato protagonista di due fumetti:
- Necronauts (in 2000 AD # 2000, # 1223-1230, 2001 dello scrittore Gordon Rennie e del disegnatore Frazer Irving)
- Fort: Prophet of the Unexplained (miniserie in 4 parti del 2002 della Dark Horse Comics, dello scrittore Peter Lenkov e del disegnatore Frazer Irving

## Opere
- (EN) Charles Fort, The Outcast Manufacturers (romanzo), New York, B. W. Dodge & Co., 1909, OCLC 4584299. URL consultato il 10 dicembre 2005. Ospitato su Mr. X, Consulting Resologist.
- Charles Fort, Il libro dei dannati [Book of the Damned], traduzione di Antonio Bellomi, Milano, Armenia, 1973  [1919], SBN TSA0045349. URL consultato il 10 dicembre 2005. Ospitato su Mr. X, Consulting Resologist.
- (EN) Charles Fort, New Lands, New York, Boni & Liveright, 1923, OCLC 4358167. URL consultato il 10 dicembre 2005. Ospitato su Mr. X, Consulting Resologist.
- Charles Fort, Super poteri [Wild Talents], Torino, Golem, 2020  [1932], ISBN 978-88-98776-20-7. URL consultato il 10 dicembre 2005. Ospitato su Mr. X, Consulting Resologist.
- Charles Fort, Il libro della realtà incredibile: più di 1001 eventi che la scienza non è riuscita a spiegare e per questo ha preferito ignorare [Lo!], traduzione di Franco Giambalvo, adattamento del testo a cura dell'edizione italiana Luigi Cozzi, Roma, Profondo Rosso, 2021  [1941], ISBN 978-88-98896-93-6. URL consultato il 10 dicembre 2005. Ospitato su Mr. X, Consulting Resologist.
- Charles Fort, Il libro dei misteri [Lo!], traduzione di Franco Giambalvo, introduzione di Damon Knight, adattamento del testo a cura dell'edizione italiana Luigi Cozzi, Roma, Profondo Rosso, 2021  [1941], ISBN 978-88-98896-92-9. URL consultato il 10 dicembre 2005. Ospitato su Mr. X, Consulting Resologist.
- (EN) Complete Books of Charles Fort, New York, Dover Publications, 1998, ISBN 0-486-23094-5.
- (EN) Charles Fort, Many Parts (autobiografia non pubblicata). URL consultato il 10 dicembre 2005. Ospitato su Mr. X, Consulting Resologist.